# Capture radiative
Une capture radiative désigne la capture d’une particule (neutron, proton, particule alpha, autre noyau) par un noyau suivie immédiatement de l’émission d'un photon (généralement dans la gamme d'énergie des rayons gamma). La capture d'un neutron par un noyau, suivie par la désexcitation du noyau par émission d'un photon en est un exemple.